# Propimelodus araguayae
Propimelodus araguayae är en fiskart som beskrevs av Rocha, de Oliveira och Rapp Py-daniel 2007. Propimelodus araguayae ingår i släktet Propimelodus och familjen Pimelodidae. Inga underarter finns listade i Catalogue of Life.